# Keter Publishing House
Keter Publishing House (TASE: KETR, hebrejsky: כתר ספרים, Keter Sfarim, doslova „knihy Keter“) je jedno z největších izraelských nakladatelství. Vzniklo roku 2005 sloučením nakladatelství Keter Publishing (hebrejsky: כתר הוצאה לאור, Keter hoca'a la'or) a Steimatzky. Má velkou knižní marketingovou a distribuční síť jak pro izraelský, tak pro exportní trh. V Izraeli se jedná o nejprominentnějšího nakladatele současné hebrejské literatury. Nakladatelství rovněž vydalo první vydání Encyclopaedia Judaica a podílelo se na vydání Junior Britannica. Sídlí v Jeruzalémě.

## Historie
Původ nakladatelství se datuje k roku 1959, kdy v Jeruzalémě vznikla státní společnost Izraelský program pro vědecké překlady (The Israel Program for Scientific Translations), která byla založena z iniciativy jeruzalémského starosty Teddyho Kolleka. Nakladatelství se z počátku zaměřovalo na překlad a vydávání vědeckých a technických učebnic z ruštiny do angličtiny, většinou pro Národní vědeckou nadaci ve Spojených státech.
Během 60. let nakladatelství rozšířilo své vydavatelské aktivity do angličtiny pod názvem Israel Universities Press (UIP) a Keter Books. Vláda nakladatelství prodala v roce 1966 společnosti Meniv Israel Investment Company a ta jej o tři roky později prodala Clal Israel, která ji přejmenovala na Keter Publishing House. Nakladatelství se poté zaměřilo na rozšíření vydávání židovských a izraelských titulů pro export, na vydání Encyclopedia Judaica a vytvoření tiskařské a vazařské divize s názvem Keterpress Enterprises.